# Шафран сітчастий (пам'ятка природи, Черкаський район)
Шафра́н сі́тчастий — ботанічна пам'ятка природи місцевого значення в Черкаському районі Черкаської області.

## Опис
Площа 1,2329 га. Як об'єкт природно-заповідного фонду створено рішенням Черкаської обласної ради від 20.09.2024 № 25-22/VIII.
Розташовано в адмінмежах м. Кам'янка Черкаської області.
Землекористувач та землевласник — Кам'янська міська рада.
Під охороною степова ділянка на правому березі р. Тясмин. У межах пам'ятки природи зростають види, що занесені до Червоної книги України: шафран сітчастий (Crocus reticulatus), ковила волосиста (Stipa capillata) та сон широколистий (Pulsatilla patens). Флора об'єкта налічує близько 80 видів вищих рослин. Також там виявлені рідкісні комахи: махаон (Papilio machaon), стрічкарка блакитна (Catocala fraxini), джміль яскравий (Bombus pomorum).